# Jesús Tirso Blanco
Jesús Tirso Blanco (Ramos Mejía, 3 giugno 1957 – Negrar di Valpolicella, 22 febbraio 2022) è stato un vescovo cattolico e missionario argentino.

## Biografia
Jesús Tirso Blanco nacque a Ramos Mejía il 3 giugno 1957.

### Formazione e ministero sacerdotale
Nel 1975 entrò nel noviziato della Società salesiana di San Giovanni Bosco e il 31 gennaio 1976 emise i voti temporanei. Studiò filosofia e teologia presso il centro di studi della sua congregazione a Buenos Aires e il 24 gennaio 1982 emise la professione solenne.
Il 28 settembre 1985 fu ordinato presbitero a San Justo. Nel 1986 partì come missionario per l'Angola. Nella locale provincia della sua Congregazione, inizialmente prestò servizio come vicario parrocchiale a Dundo e poi come parroco della parrocchia dei Santi Pietro e Paolo a Luena dal 1988 al 1991. Dopo alcuni mesi nella comunità salesiana di Dondo, nel 1991 divenne direttore della comunità di Ndalatando e nello stesso tempo parroco della locale parrocchia di Maria Ausiliatrice. Nel 1996 venne inviato a Roma per studi. Nel 1998 conseguì la licenza in missiologia presso la Pontificia Università Gregoriana e in comunicazione sociale presso la Pontificia università urbaniana. Tornato in Angola, fu collocato nella comunità di San Paolo a Luanda. In seguito fu coordinatore della pastorale giovanile della provincia salesiana e incaricato nazionale per la pastorale giovanile della Conferenza episcopale di Angola e São Tomé dal 1998 al 2003; vicario parrocchiale e poi parroco di São José de Nazaré, nella periferia di Luanda, dal 2000 al 2005 e vice-ispettore della sua Società e di nuovo coordinatore della pastorale giovanile della provincia salesiana dal 2005.

### Ministero episcopale
Il 26 novembre 2007 papa Benedetto XVI lo nominò vescovo di Lwena. Ricevette l'ordinazione episcopale il 2 marzo successivo presso la Cidadela Desportiva di Luanda dall'arcivescovo metropolita di Lubango Zacarias Kamwenho, co-consacranti l'arcivescovo metropolita di Luanda Damião António Franklin e l'arcivescovo Giovanni Angelo Becciu, nunzio apostolico in Angola e São Tomé e Príncipe.
Come vescovo cercò di migliorare l'istruzione, l'assistenza sanitaria e i trasporti nelle campagne. Chiese la creazione di un autogoverno locale e criticò l'eccessivo sfruttamento delle foreste della regione, favorito dalle autorità tribali tradizionali, i cui proventi non vengono condivisi con la popolazione.
Nell'ottobre del 2011 e nel giugno del 2019 compì la visita ad limina.
Da tempo malato, morì nell'Ospedale Sacro Cuore Don Calabria a Negrar di Valpolicella la sera del 22 febbraio 2022 all'età di 64 anni. Una prima celebrazione di esequie si tenne il 24 febbraio alle ore 11:30 nella chiesa parrocchiale di San Martino Vescovo a Negrar di Valpolicella e venne presieduta da monsignor José Nambi, vescovo di Kwito-Bié. La salma venne quindi inviata in Angola e giunse a Luanda alle 8 del 4 marzo. Venne accompagnata in processione fino alla parrocchia di San Paolo dove alle 22:30 venne celebrata una messa funebre. Venne quindi trasferita a Luena, dove il 5 marzo alle 10:30 monsignor José Manuel Imbamba, arcivescovo metropolita di Saurimo, celebrò le esequie solenni. Al termine del rito la salma fu sepolta nel cimitero comunale di Moxico.

## Genealogia episcopale
La genealogia episcopale è:
- Cardinale Scipione Rebiba
- Cardinale Giulio Antonio Santori
- Cardinale Girolamo Bernerio, O.P.
- Arcivescovo Galeazzo Sanvitale
- Cardinale Ludovico Ludovisi
- Cardinale Luigi Caetani
- Cardinale Ulderico Carpegna
- Cardinale Paluzzo Paluzzi Altieri degli Albertoni
- Papa Benedetto XIII
- Papa Benedetto XIV
- Papa Clemente XIII
- Cardinale Marcantonio Colonna
- Cardinale Giacinto Sigismondo Gerdil, B.
- Cardinale Giulio Maria della Somaglia
- Cardinale Carlo Odescalchi, S.I.
- Vescovo Eugène de Mazenod, O.M.I.
- Cardinale Joseph Hippolyte Guibert, O.M.I.
- Cardinale François-Marie-Benjamin Richard de la Vergne
- Cardinale Pietro Gasparri
- Cardinale Clemente Micara
- Cardinale Jozef-Ernest Van Roey
- Cardinale Maximilien de Fürstenberg
- Vescovo Américo Henriques
- Arcivescovo Zacarias Kamwenho
- Vescovo Jesús Tirso Blanco, S.D.B.